# Período refratário (sexo)
O período refratário é o período que ocorre após a ejaculação, pois a maior parte dos homens não respondem mais a estímulos sexuais, no qual não é possível ejacular novamente ou atingir o orgasmo, ou seja, logo depois de ejacular, o homem perde a ereção e precisa de um tempo de recuperação para voltar à atividade.
Em jovens, este período dura somente alguns minutos, enquanto que para homens mais velhos pode levar algumas horas (ou até um dia). Alguns poucos homens, entretanto, conseguem atingir vários orgasmos sucessivos e aparentemente, não possuem período refratário, mesmo que haja ejaculação.